# سكرينة أوخوتسكية
سكرينة أوخوتسكية (الاسم العلمي: Saccharina ochotensis) هي نوع من الطلائعيات تتبع جنس السكرينة من الفصيلة اللامينارية.